# Klemen Bauer
Pour les articles homonymes, voir Bauer.
Klemen Bauer, né le 9 janvier 1986 à Ljubljana, est un biathlète slovène, licencié au SK Ihan. Il a participé à quatre éditions des Jeux olympiques.

## Biographie

### Carrière sportive
Klemen Bauer prend part aux Championnats du monde jeunesse en 2002. Il monte sur trois podiums lors de l'édition 2004 et un en 2005.
Il a démarré en Coupe du monde en 2006 à Oberhof. Il marque ses premiers points lors de la saison 2006-2007 à Hochfilzen (27e) et son premier top dix en 2007-2008 à Pyeongchang. Il compte déjà deux top cinq en relais mixte aux Championnats du monde 2006 et 2007. Lors des Championnats du monde 2012 à Ruhpolding, il obtient la médaille d'argent du relais mixte avec Teja Gregorin, Andreja Mali et Jakov Fak. Dans ces mêmes championnats, il prend la cinquième place sur l'individuel, discipline, dans laquelle, il s'illustre le plus avec trois autres top dix en Coupe du monde tous obtenus à Östersund en 2010, 2014 et 2017, date de son dernier top dix et course où il manque le podium à cause d'une derrière balle ratée au tir.
Il compte quatre participations aux Jeux olympiques entre 2006 et 2018, obtenant comme meilleur résultat une quatrième place au sprint des Jeux de Vancouver 2010, ce qui est son meilleur résultat sur la scène internationale. Il y est aussi neuvième de la poursuite. Aux Jeux de Sotchi en 2014, il est notamment sixième du relais et aux Jeux de Pyeongchang 2018, il est à chaque fois dans le top trente des épreuves individuelles dont quinzième à l'individuel.
Il est champion du monde de biathlon d'été en 2013 sur la poursuite. Lors de l'édition 2019 de cette compétition, il gagne deux autres médailles individuelles.

### Particularités
C'est l'un des très rares biathlètes à ne pas tirer les cibles dans l'ordre, en adoptant le "5-4-3-1-2". 
Il est également un athlète influent dans la lutte antidopage dans son sport.

## Palmarès

### Jeux olympiques
| Épreuve / Édition | Turin 2006 | Vancouver 2010 | Sotchi 2014 | Pyeongchang 2018 |
| Individuel        | 60e        | 32e            | 51e         | 15e              |
| Sprint            | 69e        | 4e             | 26e         | 26e              |
| Poursuite         |            | 9e             | 24e         | 24e              |
| Départ en masse   |            | 28e            | -           | 20e              |
| Relais            | 10e        | 17e            | 6e          | 10e              |

### Championnats du monde
| Mondiaux / Épreuve      | Individuel   | Sprint       | Poursuite    | Départ en masse | Relais       | Relais mixte             |
| 2006 Pokljuka           | JO Turin     | JO Turin     | JO Turin     | JO Turin        | JO Turin     | 5e                       |
| 2007 Antholz            | 79e          | 31e          | 45e          | —               | 19e          | 4e                       |
| 2008 Östersund          | 64e          | 59e          | 44e          | —               | 19e          | 9e                       |
| 2009 Pyeongchang        | 53e          | 13e          | 11e          | 14e             | 15e          | 12e                      |
| 2010 Khanty-Mansiïsk    | JO Vancouver | JO Vancouver | JO Vancouver | JO Vancouver    | JO Vancouver | DSQ                      |
| 2011 Khanty-Mansiïsk    | 40e          | 15e          | 34e          | 19e             | 8e           | DSQ                      |
| 2012 Ruhpolding         | 5e           | 44e          | 32e          | 21e             | 14e          | Médaille d'argent, monde |
| 2013 Nové Město         | DNF          | 21e          | 24e          | 26e             | 13e          | 5e                       |
| 2015 Kontiolahti        | 23e          | 47e          | 39e          | —               | 8e           | 15e                      |
| 2016 Holmenkollen       | —            | 50e          | 56e          | —               | 17e          | 13e                      |
| 2017 Hochfilzen         | 88e          | 33e          | 16e          | 17e             | 18e          | 18e                      |
| 2019 Östersund          | 46e          | 17e          | 36e          | —               | 5e           | 25e                      |
| 2020 Antholz-Anterselva | 33e          | 87e          | —            | —               | 5e           | 23e                      |
| 2021 Pokljuka           |              | 53e          | LAP          |                 |              | 16e                      |

Légende :

- En raison des Jeux olympiques de Turin et Vancouver, la seule épreuve disputée aux mondiaux de 2006 et 2010 est le relais mixte, épreuve qui ne figure pas au programme des Jeux olympiques.

### Coupe du monde
- Meilleur classement général : 20e en 2010.
- Meilleur résultat individuel : 4e.

#### Classements en Coupe du monde
| Saison    | Classement général final | Individuel | Sprint | Poursuite | Mass start |
| 2005-2006 | nc                       | nc         | nc     |           |            |
| 2006-2007 | 52e                      | 50e        | 48e    | 42e       |            |
| 2007-2008 | 44e                      | 50e        | 32e    | 57e       |            |
| 2008-2009 | 50e                      | nc         | 41e    | 55e       | 37e        |
| 2009-2010 | 20e                      | 71e        | 13e    | 18e       | 24e        |
| 2010-2011 | 32e                      | 29e        | 27e    | 29e       | 33e        |
| 2011-2012 | 30e                      | 25e        | 26e    | 41e       | 30e        |
| 2012-2013 | 37e                      | 56e        | 26e    | 39e       | 42e        |
| 2013-2014 | 32e                      | 24e        | 26e    | 39e       | 38e        |
| 2014-2015 | 43e                      | 27e        | 46e    | 44e       |            |
| 2015-2016 | 52e                      | 61e        | 54e    | 41e       | 49e        |
| 2016-2017 | 42e                      | 55e        | 30e    | 50e       | 36e        |
| 2017-2018 | 39e                      | 24e        | 35e    | 49e       | -          |
| 2018-2019 | 49e                      | nc         | 41e    | 37e       |            |
| 2019-2020 | 51e                      | 49e        | 47e    | 50e       |            |
| 2020-2021 | 79e                      | nc         | 65e    | nc        |            |
| 2021-2022 | 86e                      | nc         | 87e    | 73e       |            |

### Championnats du monde jeunesse
- Médaille d'argent du sprint en 2004.
- Médaille de bronze de l'individuel et du relais en 2004.
- Médaille d'argent du sprint en 2005.

### Championnats d'Europe junior
- Médaille d'argent de l'individuel en 2004.
- Médaille de bronze du relais en 2004.
- Médaille d'argent du relais en 2005.
- Médaille d'argent de la poursuite en 2006.
- Médaille de bronze du sprint en 2006.

### Championnats du monde de biathlon d'été
- Médaille d'or de la poursuite en 2013.
- Médaille d'argent de la poursuite en 2014.
- Médaille d'argent du super sprint en 2019.
- Médaille de bronze du relais mixte en 2014.
- Médaille de bronze de la poursuite en 2019.

### IBU Cup
- 1 victoire.